# ألفرد هانسن
ألفرد هانسن (بالألمانية: Alfred Hansen)‏ هو مصور سينمائي ألماني، ولد في 1885، وتوفي في 1935 في برلين في ألمانيا.

## وصلات خارجية
- ألفرد هانسن على موقع IMDb (الإنجليزية)
- ألفرد هانسن على موقع ألو سيني (الفرنسية)
- ألفرد هانسن على موقع أول موفي (الإنجليزية)
- ألفرد هانسن على موقع قاعدة بيانات الفيلم (الإنجليزية)
- ألفرد هانسن على موقع كينوبويسك (الروسية)